# Angelo Ndrecka
Angelo Ndrecka (Desenzano del Garda, 24 september 2001) is een Albanees-Italiaans voetballer, die doorgaans speelt als linkervleugelverdediger. Ndrecka stroomde in mei 2019 door uit de jeugd van Chievo.

## Clubcarrière
Ndrecka doorliep de jeugdreeksen van Chievo. Vanaf mei 2019 werd Aït Nouri toegevoegd aan het eerste elftal. Op 4 mei 2019 maakte hij zijn debuut op het hoogste Italiaanse niveau. De thuiswedstrijd tegen SPAL speelde hij volledig maar kon niet mee verhinderen dat de wedstrijd werd verloren met 0–4.

## Clubstatistieken
| Seizoen | Club   | Competitie | Competitie | Competitie | Beker | Beker | Internationaal | Internationaal | Totaal | Totaal |
| Seizoen | Club   | Competitie | Wed.       | Dlp.       | Wed.  | Dlp.  | Wed.           | Dlp.           | Wed.   | Dlp.   |
| ------- | ------ | ---------- | ---------- | ---------- | ----- | ----- | -------------- | -------------- | ------ | ------ |
| 2018/19 | Chievo | Serie A    | 1          | 0          | 0     | 0     | —              | —              | 1      | 0      |
| Totaal  | Totaal | Totaal     | 1          | 0          | 0     | 0     | 0              | 0              | 1      | 0      |

Bijgewerkt op 28 mei 2019.

## Interlandcarrière
Ndrecka is Albanees jeugdinternational.